# Alpiner Skiweltcup 1985/86
Die Saison 1985/86 des von der FIS veranstalteten Alpinen Skiweltcups begann am 7. Dezember 1985 in Sestriere (Frauen). Am 17./18. August 1985 fanden in Las Leñas in Argentinien zwei Rennen der Männer statt, danach folgte eine über dreimonatige Pause bis Anfang Dezember. Die Saison endete am 23. März 1986 in Bromont.
Bei den Männern wurden 38 Rennen ausgetragen (13 Abfahrten, 5 Super-G, 7 Riesenslaloms, 13 Slaloms). Bei den Frauen waren es 32 Rennen (10 Abfahrten, 5 Super-G, 8 Riesenslaloms, 9 Slaloms). Dazu kamen sieben Kombinationswertungen bei den Männern und fünf bei den Frauen. Es gab auch zwei Parallelrennen bei den Männern und eines bei den Frauen, die jedoch nur für den Nationencup zählten. Im vierten Jahr seiner Zugehörigkeit zum Weltcup-Programm gab es erstmals auch die „kleinen Kugeln“ in der Super-G-Disziplin (bislang zählten die Ergebnisse zum Riesenslalom).
Diese Saison war ein Zwischenjahr ohne Weltmeisterschaften oder Olympische Winterspiele.

## Weltcupwertungen

### Gesamt
| Rang | Name                   | Punkte |
| ---- | ---------------------- | ------ |
| 01.  | Marc Girardelli        | 294    |
| 02.  | Pirmin Zurbriggen      | 284    |
| 03.  | Markus Wasmeier        | 214    |
| 04.  | Peter Müller           | 204    |
| 05.  | Ingemar Stenmark       | 196    |
| 06.  | Leonhard Stock         | 174    |
| 07.  | Rok Petrovič           | 170    |
| 08.  | Peter Wirnsberger      | 148    |
| 09.  | Hubert Strolz          | 147    |
| 10.  | Günther Mader          | 143    |
| 11.  | Michael Mair           | 129    |
| 12.  | Robert Erlacher        | 125    |
| 13.  | Franz Heinzer          | 124    |
| 14.  | Andreas Wenzel         | 119    |
| 15.  | Bojan Križaj           | 115    |
| 16.  | Richard Pramotton      | 111    |
| 17.  | Karl Alpiger           | 110    |
| 18.  | Anton Steiner          | 109    |
| 19.  | Joël Gaspoz            | 101    |
| 20.  | Paul Frommelt          | 100    |
| 21.  | Jonas Nilsson          | 087    |
| 21.  | Gustav Oehrli          | 087    |
| 23.  | Martin Hangl           | 082    |
| 24.  | Christian Gadet        | 076    |
| 25.  | Didier Bouvet          | 072    |
| 25.  | Erwin Resch            | 072    |
| 25.  | Marco Tonazzi          | 072    |
| 28.  | Helmut Höflehner       | 071    |
| 29.  | Daniel Mahrer          | 068    |
| 30.  | Franck Piccard         | 062    |
| 31.  | Ivano Edalini          | 055    |
| 31.  | Stefan Niederseer      | 055    |
| 33.  | Dietmar Köhlbichler    | 053    |
| 34.  | Gerhard Pfaffenbichler | 051    |
| 35.  | Michael Eder           | 049    |
| 36.  | Hans Enn               | 047    |
| 36.  | Johan Wallner          | 047    |
| 38.  | Thomas Bürgler         | 045    |
| 39.  | Martin Bell            | 043    |
| 39.  | Doug Lewis             | 043    |

| Rang | Name                  | Punkte |
| ---- | --------------------- | ------ |
| 41.  | Alex Giorgi           | 40     |
| 41.  | Bill Johnson          | 40     |
| 41.  | Hans Stuffer          | 40     |
| 44.  | Danilo Sbardellotto   | 39     |
| 45.  | Peter Roth            | 38     |
| 46.  | Niklas Henning        | 37     |
| 46.  | Tiger Shaw            | 37     |
| 48.  | Bruno Kernen          | 36     |
| 49.  | Klaus Heidegger       | 35     |
| 49.  | Josef Schick          | 35     |
| 51.  | Jörgen Sundqvist      | 31     |
| 51.  | Alberto Tomba         | 31     |
| 53.  | Max Julen             | 30     |
| 53.  | Sepp Wildgruber       | 30     |
| 55.  | Grega Benedik         | 29     |
| 56.  | Luc Genolet           | 28     |
| 56.  | Oswald Tötsch         | 28     |
| 58.  | Armin Assinger        | 27     |
| 58.  | Robert Zoller         |        |
| 60.  | Mathias Berthold      | 25     |
| 60.  | Atle Skårdal          | 25     |
| 62.  | Paolo De Chiesa       | 22     |
| 63.  | Igor Cigolla          | 20     |
| 63.  | Rudolf Huber          | 20     |
| 65.  | Ivano Marzola         | 19     |
| 66.  | Lars-Göran Halvarsson | 18     |
| 66.  | Jože Kuralt           | 18     |
| 66.  | Daniel Mougel         | 18     |
| 69.  | Felix Belczyk         | 17     |
| 69.  | Conradin Cathomen     | 17     |
| 71.  | Rob Boyd              | 16     |
| 71.  | Herbert Renoth        | 16     |
| 73.  | Tomaž Čižman          | 15     |
| 73.  | Petar Popangelow      | 15     |
| 73.  | Thomas Stangassinger  | 15     |
| 73.  | Philippe Verneret     | 15     |
| 77.  | Gunnar Neuriesser     | 13     |
| 78.  | Felix McGrath         | 12     |
| 78.  | Frank Wörndl          | 12     |

| Rang | Name                 | Punkte |
| ---- | -------------------- | ------ |
| 080. | Mike Brown           | 11     |
| 080. | Finn Christian Jagge | 11     |
| 080. | Silvano Meli         | 11     |
| 083. | Florian Beck         | 10     |
| 083. | Todd Brooker         | 10     |
| 083. | Franck Pons          | 10     |
| 083. | Harti Weirather      | 10     |
| 087. | Peter Namberger      | 09     |
| 088. | Peter Jurko          | 08     |
| 088. | Steven Lee           | 08     |
| 088. | Günther Marxer       | 08     |
| 091. | Bengt Fjällberg      | 06     |
| 091. | Miroslav Kolář       | 06     |
| 091. | Roland Pfeifer       | 06     |
| 094. | Jean-Daniel Délèze   | 05     |
| 094. | Chiaki Ishioka       | 05     |
| 094. | Jack Miller          | 05     |
| 097. | Armin Bittner        | 04     |
| 097. | Mathias Haas         | 04     |
| 097. | Guido Hinterseer     | 04     |
| 097. | Christian Orlainsky  | 04     |
| 097. | Stephan Pistor       | 04     |
| 097. | Yves Tavernier       | 04     |
| 103. | Ivano Camozzi        | 03     |
| 103. | Luis Fernández Ochoa | 03     |
| 103. | Franz Gruber         | 03     |
| 103. | Gerhard Lieb         | 03     |
| 103. | Giorgio Piantanida   | 03     |
| 103. | Nigel Smith          | 03     |
| 109. | Torjus Berge         | 02     |
| 109. | Daniel Fontaine      | 02     |
| 109. | Mike Frost           | 02     |
| 109. | Mats Holmgren        | 02     |
| 109. | Heinz Holzer         | 02     |
| 109. | Brian Stemmle        | 02     |
| 115. | Bernhard Gstrein     | 01     |
| 115. | Naomine Iwaya        | 01     |
| 115. | Werner Marti         | 01     |
| 115. | Hans Pieren          | 01     |
| 115. | Donald Stevens       | 01     |
| 115. | Konrad Walk          | 01     |

| Rang | Name                     | Punkte |
| ---- | ------------------------ | ------ |
| 01.  | Maria Walliser           | 287    |
| 02.  | Erika Hess               | 242    |
| 03.  | Vreni Schneider          | 216    |
| 04.  | Olga Charvátová          | 199    |
| 05.  | Brigitte Oertli          | 181    |
| 06.  | Michela Figini           | 178    |
| 07.  | Mateja Svet              | 159    |
| 08.  | Marina Kiehl             | 157    |
| 09.  | Traudl Hächer            | 153    |
| 10.  | Michaela Gerg            | 151    |
| 11.  | Katharina Gutensohn      | 145    |
| 12.  | Liisa Savijarvi          | 136    |
| 13.  | Perrine Pelen            | 117    |
| 14.  | Laurie Graham            | 116    |
| 15.  | Roswitha Steiner         | 110    |
| 16.  | Sigrid Wolf              | 093    |
| 17.  | Anita Wachter            | 091    |
| 18.  | Sylvia Eder              | 090    |
| 19.  | Heidi Zeller-Bähler      | 081    |
| 20.  | Regine Mösenlechner      | 080    |
| 21.  | Corinne Schmidhauser     | 069    |
| 22.  | Małgorzata Mogore-Tlałka | 067    |
| 23.  | Pam Fletcher             | 066    |
| 24.  | Tamara McKinney          | 063    |
| 24.  | Eva Twardokens           | 063    |
| 26.  | Zoë Haas                 | 057    |
| 26.  | Sieglinde Winkler        | 057    |
| 28.  | Michaela Marzola         | 055    |
| 29.  | Monika Hess              | 052    |
| 29.  | Ida Ladstätter           | 052    |

| Rang | Name                   | Punkte |
| ---- | ---------------------- | ------ |
| 31.  | Blanca Fernández Ochoa | 51     |
| 31.  | Elisabeth Kirchler     | 51     |
| 33.  | Heidi Wiesler          | 50     |
| 34.  | Anne-Flore Rey         | 49     |
| 35.  | Debbie Armstrong       | 47     |
| 36.  | Brigitte Gadient       | 44     |
| 36.  | Anni Kronbichler       | 44     |
| 38.  | Catherine Quittet      | 42     |
| 38.  | Claudia Strobl         | 42     |
| 40.  | Nadia Bonfini          | 41     |
| 40.  | Carole Merle           | 41     |
| 42.  | Maria Epple            | 39     |
| 43.  | Karen Percy            | 32     |
| 44.  | Christa Kinshofer      | 31     |
| 45.  | Karla Delago           | 30     |
| 46.  | Holly Flanders         | 26     |
| 46.  | Veronika Wallinger     | 26     |
| 46.  | Katarina Zajc          | 26     |
| 49.  | Caroline Beer          | 25     |
| 49.  | Josée Lacasse          | 25     |
| 51.  | Hélène Barbier         | 23     |
| 51.  | Heidi Gapp             | 23     |
| 53.  | Ingrid Salvenmoser     | 22     |
| 53.  | Veronika Vitzthum      | 22     |
| 55.  | Karin Dedler           | 20     |
| 55.  | Diane Haight           | 20     |
| 55.  | Paoletta Magoni        | 20     |
| 55.  | Maria Rosa Quario      | 20     |
| 55.  | Daniela Zini           | 20     |

| Rang | Name                      | Punkte |
| ---- | ------------------------- | ------ |
| 60.  | Catharina Glassér-Bjerner | 19     |
| 60.  | Camilla Nilsson           | 19     |
| 62.  | Karin Buder               | 18     |
| 63.  | Ariane Ehrat              | 16     |
| 64.  | Katja Lesjak              | 12     |
| 64.  | Veronika Šarec            | 12     |
| 64.  | Katrin Stotz              | 12     |
| 67.  | Miriam Vogt               | 11     |
| 68.  | Adele Allender            | 10     |
| 69.  | Monica Äijä               | 08     |
| 69.  | Regula Betschart          | 08     |
| 69.  | Dorota Mogore-Tlałka      | 08     |
| 72.  | Beth Madsen               | 07     |
| 73.  | Elisabeth Chaud           | 06     |
| 73.  | Claudine Emonet           | 06     |
| 73.  | Lorena Frigo              | 06     |
| 73.  | Karen Stemmle             | 06     |
| 77.  | Mojca Dežman              | 04     |
| 77.  | Helga Lazak               | 04     |
| 77.  | Ulrike Maier              | 04     |
| 77.  | Sondra van Ert            | 04     |
| 77.  | Christine von Grünigen    | 04     |
| 82.  | Hilary Lindh              | 03     |
| 82.  | Monika Maierhofer         | 03     |
| 84.  | Anette Gersch             | 02     |
| 84.  | Lynda McGehee             | 02     |
| 86.  | Paola Marciandi           | 01     |

### Abfahrt
| Rang | Athlet            | Punkte |
| ---- | ----------------- | ------ |
| 1    | Peter Wirnsberger | 120    |
| 2    | Peter Müller      | 115    |
| 3    | Michael Mair      | 92     |
| 4    | Marc Girardelli   | 76     |
| 5    | Karl Alpiger      | 75     |
| 6    | Leonhard Stock    | 74     |
| 7    | Erwin Resch       | 72     |
| 8    | Anton Steiner     | 71     |
| 9    | Franz Heinzer     | 68     |
| 10   | Gustav Oehrli     | 57     |
| 11   | Pirmin Zurbriggen | 55     |
| 12   | Helmut Höflehner  | 50     |
| 13   | Daniel Mahrer     | 42     |
| 14   | Markus Wasmeier   | 41     |
| 15   | Doug Lewis        | 40     |

| Rang | Athletin            | Punkte |
| ---- | ------------------- | ------ |
| 1    | Maria Walliser      | 115    |
| 2    | Katharina Gutensohn | 110    |
| 3    | Laurie Graham       | 105    |
| 4    | Brigitte Oertli     | 82     |
| 5    | Liisa Savijarvi     | 65     |
| 6    | Michela Figini      | 53     |
| 7    | Michaela Gerg       | 48     |
| 8    | Pam Fletcher        | 46     |
| 9    | Regine Mösenlechner | 44     |
| 10   | Marina Kiehl        | 43     |
| 11   | Heidi Zeller-Bähler | 41     |
| 12   | Heidi Wiesler       | 38     |
| 13   | Sieglinde Winkler   | 37     |
| 14   | Zoë Haas            | 36     |
| 15   | Sigrid Wolf         | 35     |

### Super-G
| Rang | Athlet            | Punkte |
| ---- | ----------------- | ------ |
| 1    | Markus Wasmeier   | 105    |
| 2    | Pirmin Zurbriggen | 67     |
| 3    | Marc Girardelli   | 56     |
| 4    | Leonhard Stock    | 52     |
| 5    | Peter Müller      | 48     |
| 6    | Martin Hangl      | 34     |
| 7    | Michael Eder      | 30     |
| 8    | Hans Enn          | 29     |
| 8    | Hubert Strolz     | 29     |
| 10   | Franz Heinzer     | 24     |
| 11   | Günther Mader     | 22     |
| 12   | Robert Erlacher   | 21     |
| 13   | Karl Alpiger      | 20     |
| 13   | Hans Stuffer      | 20     |
| 15   | Peter Roth        | 19     |

| Rang | Athletin           | Punkte |
| ---- | ------------------ | ------ |
| 1    | Marina Kiehl       | 75     |
| 2    | Liisa Savijarvi    | 56     |
| 3    | Michaela Marzola   | 47     |
| 4    | Traudl Hächer      | 40     |
| 5    | Michaela Gerg      | 37     |
| 6    | Olga Charvátová    | 31     |
| 7    | Catherine Quittet  | 30     |
| 7    | Anne-Flore Rey     | 30     |
| 7    | Anita Wachter      | 30     |
| 10   | Michela Figini     | 24     |
| 10   | Maria Walliser     | 24     |
| 10   | Sigrid Wolf        | 24     |
| 13   | Elisabeth Kirchler | 21     |
| 14   | Vreni Schneider    | 20     |
| 14   | Sieglinde Winkler  | 20     |

### Riesenslalom
| Rang | Athlet            | Punkte |
| ---- | ----------------- | ------ |
| 1    | Joël Gaspoz       | 97     |
| 2    | Ingemar Stenmark  | 96     |
| 3    | Hubert Strolz     | 90     |
| 4    | Robert Erlacher   | 77     |
| 5    | Marc Girardelli   | 57     |
| 6    | Richard Pramotton | 52     |
| 7    | Rok Petrovič      | 45     |
| 8    | Markus Wasmeier   | 34     |
| 9    | Marco Tonazzi     | 33     |
| 10   | Pirmin Zurbriggen | 30     |
| 11   | Christian Gaidet  | 27     |
| 12   | Martin Hangl      | 26     |
| 13   | Günther Mader     | 24     |
| 14   | Michael Eder      | 22     |
| 15   | Hans Stuffer      | 20     |

| Rang | Athletin               | Punkte |
| ---- | ---------------------- | ------ |
| 1    | Vreni Schneider        | 110    |
| 2    | Traudl Hächer          | 88     |
| 3    | Mateja Svet            | 84     |
| 4    | Maria Walliser         | 76     |
| 5    | Olga Charvátová        | 72     |
| 6    | Michela Figini         | 58     |
| 7    | Erika Hess             | 52     |
| 8    | Anita Wachter          | 43     |
| 9    | Michaela Gerg          | 41     |
| 10   | Blanca Fernández Ochoa | 37     |
| 11   | Marina Kiehl           | 31     |
| 12   | Perrine Pelen          | 30     |
| 12   | Carole Merle           | 30     |
| 14   | Elisabeth Kirchler     | 28     |
| 15   | Katarina Zajc          | 26     |

### Slalom
| Rang | Athlet              | Punkte |
| ---- | ------------------- | ------ |
| 1    | Rok Petrovič        | 125    |
| 2    | Paul Frommelt       | 100    |
| 2    | Bojan Križaj        | 100    |
| 2    | Ingemar Stenmark    | 100    |
| 5    | Jonas Nilsson       | 87     |
| 6    | Pirmin Zurbriggen   | 79     |
| 7    | Didier Bouvet       | 72     |
| 8    | Günther Mader       | 66     |
| 9    | Ivano Edalini       | 55     |
| 10   | Dietmar Köhlbichler | 47     |
| 11   | Marc Girardelli     | 45     |
| 12   | Andreas Wenzel      | 43     |
| 13   | Johan Wallner       | 42     |
| 14   | Marco Tonazzi       | 39     |
| 15   | Richard Pramotton   | 38     |

| Rang | Athletin                 | Punkte |
| ---- | ------------------------ | ------ |
| 1    | Roswitha Steiner         | 110    |
| 2    | Erika Hess               | 110    |
| 3    | Perrine Pelen            | 77     |
| 4    | Olga Charvátová          | 56     |
| 5    | Ida Ladstätter           | 52     |
| 5    | Brigitte Oertli          | 52     |
| 7    | Małgorzata Mogore-Tlałka | 51     |
| 7    | Vreni Schneider          | 51     |
| 9    | Corinne Schmidhauser     | 49     |
| 9    | Mateja Svet              | 49     |
| 11   | Brigitte Gadient         | 44     |
| 11   | Anni Kronbichler         | 44     |
| 13   | Nadia Bonfini            | 38     |
| 14   | Tamara McKinney          | 35     |
| 15   | Claudia Strobl           | 32     |

### Kombination
| Rang | Athlet            | Punkte |
| ---- | ----------------- | ------ |
| 1    | Pirmin Zurbriggen | 65     |
| 2    | Marc Girardelli   | 60     |
| 2    | Markus Wasmeier   | 60     |
| 4    | Leonhard Stock    | 55     |
| 5    | Andreas Wenzel    | 50     |
| 6    | Peter Müller      | 49     |
| 7    | Günther Mader     | 33     |
| 8    | Franz Heinzer     | 32     |
| 8    | Anton Steiner     | 32     |
| 10   | Gustav Oehrli     | 30     |

| Rang | Athletin            | Punkte |
| ---- | ------------------- | ------ |
| 1    | Maria Walliser      | 70     |
| 2    | Erika Hess          | 56     |
| 3    | Michela Figini      | 43     |
| 4    | Brigitte Oertli     | 41     |
| 5    | Vreni Schneider     | 35     |
| 6    | Heidi Zeller-Bähler | 30     |
| 7    | Michaela Gerg       | 25     |
| 7    | Traudl Hächer       | 25     |
| 7    | Monika Hess         | 25     |
| 10   | Katharina Gutensohn | 23     |
| 10   | Marina Kiehl        | 23     |

## Podestplatzierungen Herren

### Abfahrt
| Datum      | Ort               | 1. Platz          | 2. Platz          | 3. Platz          |
| ---------- | ----------------- | ----------------- | ----------------- | ----------------- |
| 16.08.1985 | Las Leñas (ARG)   | Karl Alpiger      | Doug Lewis        | Helmut Höflehner  |
| 18.08.1985 | Las Leñas (ARG)   | Karl Alpiger      | Peter Müller      | Markus Wasmeier   |
| 07.12.1985 | Val-d’Isère (FRA) | Michael Mair      | Marc Girardelli   | Peter Wirnsberger |
| 14.12.1985 | Gröden (ITA)      | Peter Wirnsberger | Peter Müller      | Sepp Wildgruber   |
| 31.12.1985 | Schladming (AUT)  | Peter Wirnsberger | Peter Müller      | Erwin Resch       |
| 17.01.1986 | Kitzbühel (AUT)   | Peter Wirnsberger | Erwin Resch       | Pirmin Zurbriggen |
| 18.01.1986 | Kitzbühel (AUT)   | Peter Wirnsberger | Erwin Resch       | Michael Mair      |
| 07.02.1986 | Morzine (FRA)     | Anton Steiner     | Gustav Oehrli     | Peter Wirnsberger |
| 08.02.1986 | Morzine (FRA)     | Peter Müller      | Leonhard Stock    | Atle Skårdal      |
| 21.02.1986 | Åre (SWE)         | Peter Müller      | Michael Mair      | Marc Girardelli   |
| 22.02.1986 | Åre (SWE)         | Franz Heinzer     | Marc Girardelli   | Armin Assinger    |
| 08.03.1986 | Aspen (USA)       | Peter Müller      | Peter Wirnsberger | Leonhard Stock    |
| 15.03.1986 | Whistler (CAN)    | Anton Steiner     | Michael Mair      | Leonhard Stock    |

### Super-G
| Datum      | Ort                 | 1. Platz          | 2. Platz          | 3. Platz        |
| ---------- | ------------------- | ----------------- | ----------------- | --------------- |
| 03.02.1986 | Crans-Montana (SUI) | Peter Müller      | Pirmin Zurbriggen | Markus Wasmeier |
| 04.02.1986 | Crans-Montana (SUI) | Marc Girardelli   | Markus Wasmeier   | Peter Müller    |
| 09.02.1986 | Morzine (FRA)       | Markus Wasmeier   | Marc Girardelli   | Hubert Strolz   |
| 28.02.1986 | Hemsedal (NOR)      | Pirmin Zurbriggen | Markus Wasmeier   | Leonhard Stock  |
| 16.03.1986 | Whistler (CAN)      | Markus Wasmeier   | Martin Hangl      | Peter Roth      |

### Riesenslalom
| Datum      | Ort                 | 1. Platz          | 2. Platz        | 3. Platz        |
| ---------- | ------------------- | ----------------- | --------------- | --------------- |
| 15.12.1985 | Alta Badia (ITA)    | Ingemar Stenmark  | Hubert Strolz   | Robert Erlacher |
| 20.12.1985 | Kranjska Gora (YUG) | Joël Gaspoz       | Robert Erlacher | Hubert Strolz   |
| 03.01.1986 | Kranjska Gora (YUG) | Joël Gaspoz       | Hubert Strolz   | Markus Wasmeier |
| 28.01.1986 | Adelboden (SUI)     | Richard Pramotton | Marco Tonazzi   | Hubert Strolz   |
| 27.02.1986 | Hemsedal (NOR)      | Ingemar Stenmark  | Hans Stuffer    | Hubert Strolz   |
| 18.03.1986 | Lake Placid (USA)   | Ingemar Stenmark  | Hubert Strolz   | Robert Erlacher |
| 19.03.1986 | Lake Placid (USA)   | Joël Gaspoz       | Robert Erlacher | Hubert Strolz   |

### Slalom
| Datum      | Ort                        | 1. Platz          | 2. Platz          | 3. Platz                           |
| ---------- | -------------------------- | ----------------- | ----------------- | ---------------------------------- |
| 01.12.1985 | Sestriere (ITA)            | Rok Petrovič      | Bojan Križaj      | Ivano Edalini                      |
| 16.12.1985 | Madonna di Campiglio (ITA) | Jonas Nilsson     | Bojan Križaj      | Paul Frommelt                      |
| 21.12.1985 | Kranjska Gora (YUG)        | Rok Petrovič      | Jonas Nilsson     | Thomas Stangassinger               |
| 12.01.1986 | Berchtesgaden (FRG)        | Johan Wallner     | Bojan Križaj      | Daniel Mougel                      |
| 19.01.1986 | Kitzbühel (AUT)            | Paul Frommelt     | Ingemar Stenmark  | Dietmar Köhlbichler Andreas Wenzel |
| 21.01.1986 | Parpan (SUI)               | Didier Bouvet     | Ingemar Stenmark  | Thomas Bürgler                     |
| 25.01.1986 | St. Anton am Arlberg (AUT) | Ingemar Stenmark  | Rok Petrovič      | Jonas Nilsson                      |
| 02.02.1986 | Wengen (SUI)               | Rok Petrovič      | Didier Bouvet     | Bojan Križaj                       |
| 23.02.1986 | Åre (SWE)                  | Pirmin Zurbriggen | Paul Frommelt     | Jonas Nilsson                      |
| 25.02.1986 | Lillehammer (NOR)          | Rok Petrovič      | Ingemar Stenmark  | Marc Girardelli                    |
| 02.03.1986 | Geilo (NOR)                | Günther Mader     | Paul Frommelt     | Rok Petrovič                       |
| 11.03.1986 | Heavenly Valley (USA)      | Rok Petrovič      | Pirmin Zurbriggen | Ingemar Stenmark                   |
| 21.03.1986 | Bromont (CAN)              | Bojan Križaj      | Paul Frommelt     | Pirmin Zurbriggen                  |

### Parallelrennen
| Datum      | Ort        | 1. Platz      | 2. Platz        | 3. Platz      |
| ---------- | ---------- | ------------- | --------------- | ------------- |
| 06.01.1986 | Wien (AUT) | Ivano Edalini | Markus Wasmeier | Anton Steiner |

### Kombination
| Datum                 | Ort                                      | 1. Platz          | 2. Platz        | 3. Platz          |
| --------------------- | ---------------------------------------- | ----------------- | --------------- | ----------------- |
| 14./15.12.1985        | Gröden / Alta Badia (ITA)                | Marc Girardelli   | Niklas Henning  | Pirmin Zurbriggen |
| 18./19.01.1986        | Kitzbühel (AUT)                          | Pirmin Zurbriggen | Andreas Wenzel  | Markus Wasmeier   |
| 07.12.1985/03.02.1986 | Val-d’Isère / Crans-Montana (FRA/SUI)    | Peter Müller      | Michael Mair    | Karl Alpiger      |
| 25.01./07.02.1986     | St. Anton am Arlberg / Morzine (AUT/FRA) | Marc Girardelli   | Leonhard Stock  | Gustav Oehrli     |
| 08./09.02.1986        | Morzine (FRA)                            | Markus Wasmeier   | Leonhard Stock  | Peter Müller      |
| 02./21.02.1986        | Wengen / Åre (SUI/SWE)                   | Günther Mader     | Andreas Wenzel  | Gustav Oehrli     |
| 22./23.02.1986        | Åre (SWE)                                | Pirmin Zurbriggen | Markus Wasmeier | Leonhard Stock    |

## Podestplatzierungen Damen

### Abfahrt
| Datum      | Ort                     | 1. Platz            | 2. Platz            | 3. Platz            |
| ---------- | ----------------------- | ------------------- | ------------------- | ------------------- |
| 12.12.1985 | Val-d’Isère (FRA)       | Michaela Gerg       | Laurie Graham       | Maria Walliser      |
| 13.12.1985 | Val-d’Isère (FRA)       | Laurie Graham       | Maria Walliser      | Michaela Gerg       |
| 10.01.1986 | Bad Gastein (AUT)       | Katharina Gutensohn | Liisa Savijarvi     | Laurie Graham       |
| 11.01.1986 | Bad Gastein (AUT)       | Maria Walliser      | Sieglinde Winkler   | Katharina Gutensohn |
| 16.01.1986 | Puy-Saint-Vincent (FRA) | Katharina Gutensohn | Brigitte Oertli     | Laurie Graham       |
| 01.02.1986 | Crans-Montana (SUI)     | Laurie Graham       | Brigitte Oertli     | Katharina Gutensohn |
| 02.02.1986 | Crans-Montana (SUI)     | Katharina Gutensohn | Maria Walliser      | Zoë Haas            |
| 01.03.1986 | Furano (JPN)            | Maria Walliser      | Brigitte Oertli     | Laurie Graham       |
| 08.03.1986 | Sunshine (CAN)          | Maria Walliser      | Katharina Gutensohn | Karen Percy         |
| 15.03.1986 | Vail (USA)              | Pam Fletcher        | Laurie Graham       | Maria Walliser      |

### Super-G
| Datum      | Ort                     | 1. Platz         | 2. Platz           | 3. Platz        |
| ---------- | ----------------------- | ---------------- | ------------------ | --------------- |
| 07.12.1985 | Sestriere (ITA)         | Marina Kiehl     | Michaela Gerg      | Mateja Svet     |
| 17.01.1986 | Puy-Saint-Vincent (FRA) | Traudl Hächer    | Maria Walliser     | Vreni Schneider |
| 25.01.1986 | Megève (FRA)            | Michaela Marzola | Elisabeth Kirchler | Traudl Hächer   |
| 02.03.1986 | Furano (JPN)            | Liisa Savijarvi  | Sieglinde Winkler  | Pam Fletcher    |
| 16.03.1986 | Vail (USA)              | Marina Kiehl     | Anita Wachter      | Liisa Savijarvi |

### Riesenslalom
| Datum      | Ort                     | 1. Platz        | 2. Platz               | 3. Platz        |
| ---------- | ----------------------- | --------------- | ---------------------- | --------------- |
| 06.01.1986 | Maribor (YUG)           | Vreni Schneider | Michela Figini         | Marina Kiehl    |
| 19.01.1986 | Oberstaufen (FRG)       | Vreni Schneider | Michaela Gerg          | Michela Figini  |
| 20.01.1986 | Oberstaufen (FRG)       | Traudl Hächer   | Vreni Schneider        | Olga Charvátová |
| 05.02.1986 | Valzoldana (ITA)        | Maria Walliser  | Mateja Svet            | Olga Charvátová |
| 08.02.1986 | Vysoké Tatry (TCH)      | Mateja Svet     | Blanca Fernández Ochoa | Traudl Hächer   |
| 09.03.1986 | Sunshine (CAN)          | Traudl Hächer   | Maria Walliser         | Katarina Zajc   |
| 20.03.1986 | Waterville Valley (USA) | Vreni Schneider | Anita Wachter          | Olga Charvátová |
| 22.03.1986 | Bromont (CAN)           | Mateja Svet     | Olga Charvátová        | Vreni Schneider |

### Slalom
| Datum      | Ort                           | 1. Platz             | 2. Platz                 | 3. Platz        |
| ---------- | ----------------------------- | -------------------- | ------------------------ | --------------- |
| 08.12.1985 | Sestriere (ITA)               | Roswitha Steiner     | Erika Hess               | Brigitte Oertli |
| 15.12.1985 | Savognin (SUI)                | Erika Hess           | Brigitte Gadient         | Nadia Bonfini   |
| 05.01.1986 | Maribor (YUG)                 | Roswitha Steiner     | Erika Hess               | Ida Ladstätter  |
| 12.01.1986 | Bad Gastein (AUT)             | Anni Kronbichler     | Erika Hess               | Vreni Schneider |
| 26.01.1986 | Saint-Gervais-les-Bains (FRA) | Roswitha Steiner     | Perrine Pelen            | Mateja Svet     |
| 04.02.1986 | Piancavallo (ITA)             | Olga Charvátová      | Perrine Pelen            | Brigitte Oertli |
| 09.02.1986 | Vysoké Tatry (TCH)            | Corinne Schmidhauser | Nadia Bonfini            | Erika Hess      |
| 11.03.1986 | Park City (USA)               | Erika Hess           | Olga Charvátová          | Perrine Pelen   |
| 18.03.1986 | Waterville Valley (USA)       | Roswitha Steiner     | Małgorzata Mogore-Tlałka | Erika Hess      |

### Kombination
| Datum                 | Ort                               | 1. Platz       | 2. Platz             | 3. Platz            |
| --------------------- | --------------------------------- | -------------- | -------------------- | ------------------- |
| 08./12.12.1985        | Sestriere / Val-d’Isère (ITA/FRA) | Erika Hess     | Brigitte Oertli      | Maria Walliser      |
| 13.12.1985/06.01.1986 | Val-d’Isère / Maribor (FRA/YUG)   | Michela Figini | Maria Walliser       | Marina Kiehl        |
| 11./12.01.1986        | Bad Gastein (AUT)                 | Maria Walliser | Erika Hess           | Brigitte Oertli     |
| 25./26.01.1986        | Megève / Saint-Gervais (FRA)      | Monika Hess    | Corinne Schmidhauser | Anita Wachter       |
| 08./09.03.1986        | Sunshine (CAN)                    | Maria Walliser | Traudl Hächer        | Heidi Zeller-Bähler |

## Nationencup
| Rang | Land                   | Punkte |
| ---- | ---------------------- | ------ |
| 1    | Schweiz                | 2669   |
| 2    | Österreich             | 2173   |
| 3    | BR Deutschland         | 1171   |
| 4    | Italien                | 892    |
| 5    | Frankreich             | 618    |
| 6    | Jugoslawien            | 560    |
| 7    | Schweden               | 483    |
| 8    | Vereinigte Staaten     | 441    |
| 9    | Kanada                 | 381    |
| 10   | Luxemburg              | 294    |
| 11   | Liechtenstein          | 227    |
| 12   | Tschechoslowakei       | 213    |
| 13   | Spanien                | 54     |
| 14   | Vereinigtes Königreich | 46     |
| 15   | Norwegen               | 38     |
| 16   | Bulgarien              | 15     |
| 17   | Australien             | 8      |
| 18   | Japan                  | 6      |

| Rang | Land                   | Punkte |
| ---- | ---------------------- | ------ |
| 1    | Österreich             | 1255   |
| 2    | Schweiz                | 1234   |
| 3    | Italien                | 699    |
| 4    | BR Deutschland         | 461    |
| 5    | Schweden               | 437    |
| 6    | Jugoslawien            | 347    |
| 7    | Luxemburg              | 294    |
| 8    | Frankreich             | 259    |
| 9    | Liechtenstein          | 227    |
| 10   | Vereinigte Staaten     | 150    |
| 11   | Kanada                 | 46     |
| 11   | Vereinigtes Königreich | 46     |
| 13   | Norwegen               | 38     |
| 14   | Bulgarien              | 15     |
| 15   | Tschechoslowakei       | 14     |
| 16   | Australien             | 8      |
| 17   | Japan                  | 6      |
| 18   | Spanien                | 3      |

| Rang | Land               | Punkte |
| ---- | ------------------ | ------ |
| 1    | Schweiz            | 1435   |
| 2    | Österreich         | 918    |
| 3    | BR Deutschland     | 710    |
| 4    | Frankreich         | 359    |
| 5    | Kanada             | 335    |
| 6    | Vereinigte Staaten | 291    |
| 7    | Jugoslawien        | 213    |
| 8    | Tschechoslowakei   | 199    |
| 9    | Italien            | 193    |
| 10   | Spanien            | 51     |
| 11   | Schweden           | 46     |

## Statistik der Podestplätze
Angegeben werden die Anzahl Podestplätze je Land und Disziplin sowie die Gesamtanzahl.

### Damen
| Land | Land | 1. | 2. | 3. | Total |
| ---- | ---- | -- | -- | -- | ----- |
| 01   | SUI  | 15 | 17 | 14 | 46    |
| 02   | AUT  | 08 | 06 | 04 | 18    |
| 03   | FRG  | 06 | 03 | 05 | 14    |
| 04   | CAN  | 03 | 03 | 05 | 11    |
| 05   | YUG  | 02 | 01 | 03 | 06    |
| 06   | TCH  | 01 | 02 | 03 | 06    |
| 07   | ITA  | 01 | 01 | 01 | 03    |
| 08   | USA  | 01 | 0– | 01 | 02    |
| 09   | FRA  | 0– | 03 | 01 | 04    |
| 10   | ESP  | 0– | 01 | 0– | 01    |

| Land | Land | 1. | 2. | 3. |
| ---- | ---- | -- | -- | -- |
| 1    | SUI  | 3  | 5  | 3  |
| 2    | AUT  | 3  | 2  | 2  |
| 3    | CAN  | 2  | 3  | 4  |
| 4    | FRG  | 1  | –  | 1  |
| 5    | USA  | 1  | –  | –  |

| Land | Land | 1. | 2. | 3. |
| ---- | ---- | -- | -- | -- |
| 1    | FRG  | 3  | 1  | 1  |
| 2    | CAN  | 1  | –  | 1  |
| 3    | ITA  | 1  | –  | –  |
| 4    | AUT  | –  | 3  | –  |
| 5    | SUI  | –  | 1  | 1  |
| 6    | USA  | –  | –  | 1  |
| 6    | YUG  | –  | –  | 1  |

| Land | Land | 1. | 2. | 3. |
| ---- | ---- | -- | -- | -- |
| 1    | SUI  | 4  | 3  | 2  |
| 2    | FRG  | 2  | 1  | 2  |
| 3    | YUG  | 2  | 1  | 1  |
| 4    | TCH  | –  | 1  | 3  |
| 5    | AUT  | –  | 1  | –  |
| 5    | ESP  | –  | 1  | –  |

| Land | Land | 1. | 2. | 3. |
| ---- | ---- | -- | -- | -- |
| 1    | AUT  | 5  | –  | 1  |
| 2    | SUI  | 3  | 4  | 5  |
| 3    | TCH  | 1  | 1  | –  |
| 4    | FRA  | –  | 3  | 1  |
| 5    | ITA  | –  | 1  | 1  |
| 6    | YUG  | –  | –  | 1  |

| Land | Land | 1. | 2. | 3. |
| ---- | ---- | -- | -- | -- |
| 1    | SUI  | 5  | 4  | 3  |
| 2    | FRG  | –  | 1  | 1  |
| 3    | AUT  | –  | –  | 1  |

### Herren
| Land | Land | 1. | 2. | 3. | Total |
| ---- | ---- | -- | -- | -- | ----- |
| 01   | SUI  | 15 | 7  | 09 | 31    |
| 02   | AUT  | 08 | 9  | 17 | 34    |
| 03   | SWE  | 06 | 5  | 03 | 14    |
| 04   | YUG  | 06 | 4  | 02 | 12    |
| 05   | ITA  | 03 | 6  | 04 | 13    |
| 06   | FRG  | 03 | 5  | 06 | 14    |
| 07   | LUX  | 03 | 3  | 02 | 08    |
| 08   | LIE  | 01 | 5  | 02 | 08    |
| 09   | FRA  | 01 | 1  | 01 | 03    |
| 10   | USA  | 0– | 1  | 0– | 01    |
| 11   | NOR  | 0– | –  | 01 | 01    |

| Land | Land | 1. | 2. | 3. |
| ---- | ---- | -- | -- | -- |
| 1    | AUT  | 6  | 4  | 7  |
| 2    | SUI  | 6  | 4  | 1  |
| 3    | ITA  | 1  | 2  | 1  |
| 4    | LUX  | –  | 2  | 1  |
| 5    | USA  | –  | 1  | –  |
| 6    | FRG  | –  | –  | 2  |
| 7    | NOR  | –  | –  | 1  |

| Land | Land | 1. | 2. | 3. |
| ---- | ---- | -- | -- | -- |
| 1    | FRG  | 2  | 2  | 2  |
| 2    | SUI  | 2  | 2  | 1  |
| 3    | LUX  | 1  | 1  | –  |
| 4    | AUT  | –  | –  | 2  |

| Land | Land | 1. | 2. | 3. |
| ---- | ---- | -- | -- | -- |
| 1    | SUI  | 3  | –  | –  |
| 1    | SWE  | 3  | –  | –  |
| 3    | ITA  | 1  | 3  | 2  |
| 4    | AUT  | –  | 3  | 4  |
| 5    | FRG  | –  | 1  | 1  |

| Land | Land | 1. | 2. | 3. |
| ---- | ---- | -- | -- | -- |
| 1    | YUG  | 6  | 4  | 2  |
| 2    | SWE  | 3  | 4  | 3  |
| 3    | LIE  | 1  | 3  | 2  |
| 4    | SUI  | 1  | 1  | 2  |
| 5    | FRA  | 1  | 1  | 1  |
| 6    | AUT  | 1  | –  | 2  |
| 7    | ITA  | –  | –  | 1  |
| 7    | LUX  | –  | –  | 1  |

| Land | Land | 1. | 2. | 3. |
| ---- | ---- | -- | -- | -- |
| 1    | ITA  | 1  | –  | –  |
| 2    | FRA  | –  | 1  | –  |
| 3    | AUT  | –  | –  | 1  |

| Land | Land | 1. | 2. | 3. |
| ---- | ---- | -- | -- | -- |
| 1    | SUI  | 3  | –  | 5  |
| 2    | LUX  | 2  | –  | –  |
| 3    | AUT  | 1  | 2  | 1  |
| 4    | FRG  | 1  | 1  | 1  |
| 5    | LIE  | –  | 2  | –  |
| 6    | SWE  | –  | 1  | –  |
| 6    | ITA  | –  | 1  | –  |

## Saisonverlauf

### Wertungssystem und Neuerungen
Für das Gesamt- und das Einzelklassement zählten sowohl bei Damen als auch Herren die fünf besten Ergebnisse aus Abfahrt, Slalom, Riesenslalom sowie drei aus Super-G (der nicht mehr im Riesenslalom inkludiert war, sondern erstmals eine eigene Wertung erfuhr) und Kombination.
Die FIS startete eine terminmäßige Annäherung der Damen- und Herrenrennen. Damit brauchte mit den Damenbewerben nicht mehr ausgewichen zu werden, sie konzentrieren sich ebenfalls mehr auf die Wochenenden. Die in der vergangenen Saison bereits erprobte »Dreißiger-Regel« für Slalom und Riesenslalom wurde bei den Damen voll durchgezogen. Bei den Herren wurde sie vorerst bis 31. Dezember begrenzt, und diese fuhren danach tatsächlich wieder nach dem »alten System«, aber ab 1986/87 galt auch dort diese neue Regel. Die Startreihenfolge dieser „Dreißigerfinali“ war unterschiedlich, wobei hauptsächlich die Läufer von 30 bis eins oder von 15 bis eins und danach 16 bis 30 ins Rennen geschickt wurden. Die Entscheidung lag beim FIS-Renndirektor, der vor allem die Pistenverhältnisse berücksichtigen musste. Es gab auch eine dritte Variante, die so genannte «Super-Bibbo-Regel», wonach vorerst von fünf bis eins und danach von sechs bis dreißig gefahren wurde. Eine Ausnahme sollte für Slaloms gelten, die mit einer Kombination verbunden waren. Hier sollten Kombinierer, die sich nicht unter den ersten 30 befanden, anschließend fahren (wobei diese auf keinen Fall die Slalomwertung beeinflussen durften). (Der Saisonstart der Herren beim Slalom am 1. Dezember in Sestriere wurde von dreißig bis eins abgewickelt – Quellenhinweis siehe bitte unter „Sonstige Ereignisse“.)
Weitere Vorschläge:
- Weltcup-Mitgründer Serge Lang brachte zur Diskussion, dass Rennläufer Preisgelder erhalten sollten, wobei er darauf hinwies, dass sogar Leichtathleten „Geld machen würden“.[2]
- Der Salzburger Skifabrikant Toni Arnsteiner forderte schon 1985 Änderungen und legte während des Kitzbühel-Wochenendes (18./19. Januar) einen Maßnahmenkatalog vor. Unter anderem sollte es hinsichtlich der Startreihenfolge („Dreißigerregel“) in Slalom und Riesenslalom keine Abweichungen geben oder es sollte, wie beim Motorsport, bei den Ranglisten auch die Skimarke genannt werden.[3][4]

### Premierensiege
Herren:
- Rok Petrovič gewann am 1. Dezember das erste Slalomrennen der Saison in Sestriere – und siegte noch viermal, was ihm zum Disziplinen-Gesamtsieg verhalf.
- Slalomweltmeister Jonas Nilsson kam am 16. Dezember in dieser Disziplin in Madonna di Campiglio zu seinem ersten Sieg.
- Mit Johan Wallner, der noch nicht der Gruppe der Eliteläufer angehörte (Start-Nr. 20), kam am 12. Januar bei dichtem Schneefall beim Slalom in Berchtesgaden noch ein zweiter Schwede zu seinem ersten (allerdings auch einzigen) Sieg.
- Nicht nur, dass der Slalomolympiadritte von 1984, Didier Bouvet, im Slalom von Parpan (21. Januar) seinen ersten (und einzigen) Sieg holte und mit Start-Nr. 23 zu den Außenseitern zählte – er beendete eine fast 13-jährige Sieglosigkeit des französischen Herrenteams in einer Einzeldisziplin. Es war auch ein Slalom gewesen, der von Jean-Noël Augert am 23. März 1973 in Heavenly Valley gewonnen worden war.[5]
- Richard Pramotton holte seinen ersten Erfolg am 28. Januar beim „Riesenslalom-Klassiker“ in Adelboden.
- Erst am 21. Februar konnte Günther Mader seinen ersten Sieg, jenen der durch die Verschiebungen ausgelösten eigentümlichen Kombination des Slaloms vom 2. Februar in Wengen (wo er Rang 5 belegte) mit der Abfahrt in Åre (Rang 46; er hatte die letzte Startnummer[6]) fixieren. Kurz danach gelang ihm noch der Sieg im Slalom von Geilo (während er in den doch wenigen Weltcup-Einsätzen im Riesenslalom und Super-G schon einige gute Resultate verbucht hatte, musste er sich noch bis Kitzbühel 1986 in den Slaloms mit hohen Startnummern herumschlagen – Berchtesgaden Nr. 60, Kitzbühel Nr. 63[7], jetzt beim Sieg hatte er bereits Nr. 20[8])

Damen:
- Michaela Gerg gewann am 12. Dezember mit Start-Nr. 24 die durch den schweren Sturz von Christine Putz überschattete Abfahrt in Val d'Isére.
- Am 25. Januar verhinderte die mit Start-Nr. 30 ins Rennen gegangene Michaela Marzola, die schon mit vorherigen guten Resultaten aufgewartet hatte, beim Super-G in Megève den ersten Sieg von Elisabeth Kirchler in dieser Disziplin.[9]
- Zum ersten, aber auch einzigen, Mal fand Monika Hess mit Platz 1 in der Kombination Megève/St. Gervais (25./26. Januar) Eingang in die dementsprechenden Siegerlisten.
- Am 8. Februar kam Mateja Svet im Riesenslalom in Vysoké Tatry, genaugenommen wurde das Rennen jedoch in Jasná gefahren, zu ihrem Premieren- und zum ersten Damensieg überhaupt für Jugoslawien (sie fuhr mit Start-Nr. 11 zwei Laufbestzeiten).[10][11]
- Nur einen Tag später war es am selben Ort beim Slalom Corinne Schmidhauser.
- Mit Nr. 34 holte sich Liisa Savijarvi ihren einzigen Sieg am 2. März beim Super-G von Furano. Auch die beiden anderen am Podium, Winkler und Fletcher, waren Überraschungen (sie hatten die Start-Nr. 48 und 42)[12]
- Ihren einzigen Sieg konnte Pam Fletcher am 15. März in der letzten Saisonabfahrt in Vail erringen. Sie hatte schon im ersten Training Bestzeit aufgestellt. Bei ihrem Sieg trug sie die Start-Nr. 30.[13][14]

### Weltcup-Entscheidungen
In der Disziplinenwertung des Damenslaloms gab es zwar jeweils 110 Punkte für Roswitha Steiner und Erika Hess, jedoch hatte die Österreicherin vier Saisonsiege, Hess nur zwei.

### Nationencup
Auf einem Hügel am Münchner Olympiagelände trugen die 16 weltbesten Damen am Abend des 12. Januar einen Parallel-Slalom (genannt „Einladungs-Parallelslalom“) aus, zu dem bei 30.000 Zuschauern gekommen waren. Die Läuferinnen waren am Nachmittag mit zwei Hubschraubern und mehreren Autos von Badgastein angereist. Michela Figini konnte im Finale die Lokalmatadorin Marina Kiehl besiegen; im Kampf um Rang 3 setzte sich Olga Charvátová gegen Heidi Zeller-Bähler durch.

### Verletzungen, Erkrankungen
Herren:
- Petar Popangelow zog sich beim Training am Hintertuxer Gletscher einen Milzriss zu.[18]
- Bernhard Gstrein stürzte gleich am ersten Trainingstag in Val d'Isère (4. Dezember) im Zielhang der Oreiller-Killy-Piste und musste mit Schulterluxation und -bruch in die Universitätsklinik Innsbruck geflogen werden.[19] Er wurde am 6. Dezember am Seitenband im linken Knie operiert.[20]
- Einen Tag nach Gstrein kam Pirmin Zurbriggen, der (nach drei Vorläufern) als Erster eine Trainingsfahrt aufgenommen hatte, schwer zu Sturz. Nachdem er die Collombin-Kante («Bosse à Collombin») übersprungen hatte, landete er in einem Flachstück, wobei er eine Wirbel- und Schuhrandprellung sowie eine Hüftverletzung erlitt. Auf Anraten seines Teamarztes trat der Schweizer die Heimreise an. Wegen Trainingsrückstands nahm Zurbriggen an der Silvesterabfahrt in Schladming nicht teil.[21][22]
- Am 13. Dezember, beim zweiten Training zur Herrenabfahrt in Gröden, wurden Alberto Ghidoni die Kamelbuckel zum Verhängnis, von denen er abgeworfen wurde. Mit einer Schulterluxation und Prellungen der Wirbelsäule wurde er per Hubschrauber ins Krankenhaus geflogen.[23]
- Gerhard Pfaffenbichler erlitt am 19. Februar beim Abfahrtstraining in Åre einen Kreuzbandriss.[24]
- Peter Müller, von den Medienleuten als „Top-Favorit“ eingestuft, konnte in der zweiten Åre-Abfahrt (22. Februar) seinen Vortagssieg nicht wiederholen; er stürzte bereits nach 54 Fahrsekunden, wobei er sich die Elle am linken Arm brach. Das brachte ihm nach ersten Voraussagen vier bis sechs Wochen Gips ein.[25][26]

Damen:
- Einen überaus schrecklichen Sturz gab es bei der am 12. Dezember in Val-d’Isère ausgetragenen Abfahrt: Die Innsbrucker Rennfahrerin Christine Putz (geb. 8. September 1966), die mit Nr. 30 gestartet war, blieb bei einer Geschwindigkeit von 115 km/h kurz nach der Zwischenzeitnahme mit einem Ski an der Pistenbegrenzung hängen, schleuderte durch die Luft und landete mit dem Kopf auf der hartgefrorenen Strecke. Sie befand sich in Koma, wurde ins Krankenhaus Grenoble und später in die Universitätsklinik Innsbruck überstellt – 20 Tage kämpften die Ärzte um ihr Leben. Am 1. Januar hatte sich ihr Zustand so gebessert, dass sie eine Tasse Tee trinken konnte.[27][28][29] (Vier Monate nach ihrem Unfall fuhr Putz wieder Rennen, das große Comeback gelang aufgrund weiterer Verletzungen aber nicht.)
- Beim Einfahren am 8. Januar für das Abfahrtstraining in Bad Gastein erlitt Christine Zangerl einen Bänderriss im Knie.[30]
- Einen Tag später waren im letzten Abfahrtstraining Patricia Emonet und Debbie Armstrong betroffen: Die Französin erlitt starke Zerrungen im Bereich des Wadenbeins und des Sprunggelenks. Bei der amerikanischen Olympiasiegerin 1984, die sich überschlagen hatte, wurde ein Seitenbandriss im linken Knie festgestellt, so dass sie zwecks Operation in die USA zurückflog.[31]
- Am 13. März kam Traudl Hächer beim ersten Trainingslauf für die Abfahrt in Vail zu Sturz und erlitt Knieverletzungen. Sie wurde gleich nach München gebracht und am 14. März operiert.[32]

### Erwähnenswertes und sonstige Ereignisse
Der Österreichische Skiverband verkündete durch Präsident Arnold Koller einen „härteren Kurs“ gegenüber seinen eigenen Läuferinnen/Läufern an. Mit Andreas Rauch (Damen) und Dieter Bartsch (Herren) waren zwei neue Trainer im Amt, dazu war Hans Pum zum Trainer der Technik-Herren aufgestiegen. Ein ÖSV-Hauptanliegen war, „vom Spezialistentum wegzukommen, die Zukunft gehöre dem rundum kompletten Läufer“. Erstmals kamen Ideen auf, die Sturzhelme nicht nur als sehr wichtiges Sicherheitsaccessoire anzusehen, sondern auch für Werbezwecke (Stichwort „Kopfsponsor“) zu verwenden.
Herren:
- Schon Mitte August 1984 hatte Weltcupchef Serge Lang auf einer Pressekonferenz in Buenos Aires den Plan, die Saison 1985/86 mit drei Abfahrtsläufen in den südamerikanischen Wintersportzentren Las Leñas, Bariloche (beide Argentinien) und Parva/Farellones (Chile) zu beginnen, unterbreitet. Er hatte diese Programmerweiterung damit erklärt, dass sie einer „Rückkehr zu den Ursprüngen des Weltcups“ gleich käme, der 1966 in Portillo aus der Taufe gehoben worden war.[36]
- Michael Mair, als Sieger der Abfahrt am 7. Dezember in Val-d’Isère, war erst durch den Ausfall von Zurbriggen (siehe bitte Artikel „Verletzungen“) in die erste Startgruppe gerutscht; er beendete damit auch eine über fünfjährige Sieglosigkeit in einer Weltcup-Abfahrt des Herrenteams des F.I.S.I. (zuletzt Herbert Plank am 4. März 1980 in Lake Louise).[37]
- Jubiläumssieg Nr. 80 für Ingemar Stenmark beim Sieg im Riesenslalom von Alta Badia am 15. Dezember.[38]
- Erstmals wurde an einem 31. Dezember ein Weltcuprennen ausgetragen, u. zw. die Herrenabfahrt in Schladming, die um 12 Uhr gestartet wurde. Zu einem Comeback kam Harti Weirather, der dank Rang 5 im letzten Training aufgestellt worden war; er belegte den elften Rang.[39] Es wurden 35.000 Eintrittskarten verkauft.[40] – Zwar war zwei Jahre später am selben Ort dasselbe Ereignis programmiert, doch Schneemangel und Warmwetter verhinderten dies. So blieb es bis dato (April 2019) bei der Einmaligkeit.
- Vor den Kitzbühel-Abfahrten (17./18. Januar) gab es Diskussionen hinsichtlich der Kamerafahren für das ORF-Fernsehen. Die Mannschaftsführer hatten sich für Michael Veith ausgesprochen, doch Weltcupchef Serge Lang schmetterte dies ab, weil Veith für seine Profiabfahrtstruppe Reklame machen würde. So kam es, dass Hansi Hinterseer engagiert wurde.[41]
- Paul Frommelt konnte seine fünfjährige Erfolglosigkeit (letzter Sieg am 13. Januar 1981 beim Slalom in Oberstaufen) am 19. Januar beim Slalom am Kitzbüheler Ganslernhang beenden.
- Hier in Kitzbühel war Toni Sailer bei diesen Hahnenkammrennen 1986 erstmals Rennleiter.[42]
- Unerwartete Platzierungen gab es beim Herren-Super-G am 3. Februar in Crans-Montana, denn Girardelli kam lediglich auf Rang 20; dass Stenmark Rang 96 belegte, war nicht derart außergewöhnlich, dafür aber die Plätze 11 und 15 für die Österreicher Gerhard Pfaffenbichler und Konrad Walk mit den Startnummern 104 und 109. – Eine Verwechslung ihrer Startnummern durch Michael Eder und Hans Stuffer, die Siebte und Neunte geworden waren, hatte deren Disqualifikation zur Folge. (Dies erinnerte an die Verwechslung bei den Mahre-Zwillingen beim Parpan-Slalom am 16. Januar 1984, wobei damals Steve dieser Fauxpas den Sieg gekostet hatte.)[43]
- In Morzine kam Anton Steiner nach elfjähriger Zugehörigkeit zum Weltcup zu seinem ersten Sieg in einer Abfahrt, wobei Gustav Oehrli mit Start-Nr. 41 einen Vierfachsieg der österreichischen Mannschaft mit den weiteren Läufern Peter Wirnsberger, Gerhard Pfaffenbichler und Leonhard Stock sprengte.[44]
- Der Sieg von Markus Wasmeier im Super-G von Morzine am 9. Februar, den er mit Nr. 1 bei 19 Minusgraden erzielte, war der erste Erfolg für die DSV-Herren seit jenem von Christian Neureuther im Slalom am Kitzbüheler Ganslernhang am 21. Januar 1979.
- Überraschungen lieferten auch der nun vom österreichischen Trainer Kurt Hoch betreute Atle Skårdal auf Rang 3 (erstes Podest für Norwegen seit ebenfalls Rang 3 von Erik Håker am 6. Januar 1980 in Pra-Loup) und der mit Start-Nr. 28 auf Rang 6 klassierte Martin Bell (und Ränge 8 und 5 bei den Åre-Abfahrten). Das Rennen fand bei Minus 18 Grad Celsius statt.[45][46]
- Im Slalom in Åre (23. Februar) kamen nur fünf Läufer der Gruppe 1 (Nr. 1 bis 15) in die Weltcupwertung, wobei Pirmin Zurbriggen mit Nr. 1 gewann. Der Großteil der Eliteläufer (Stenmark, Wenzel, Girardelli und auch der sich schon auf Siegkurs befindliche Petrovič) fielen durch Stürze aus. Letztlich fanden sich nur 29 der 97 gestarteten Läufer (schon nach dem ersten Lauf war die Hälfte ausgeschieden) im Endklassement. Mit der höchsten Startnummer hinsichtlich der Top Ten landete ein Herr Alberto Tomba als Sechster mit Nummer 62 (dessen erste Platzierung in den Weltcuprängen; er hatte 4,89 s Rückstand; der Italiener belegte auch danach beim Super-G in Whistler am 16. März Rang 6 (mit 2,25 s Rückstand auf Sieger Wasmeier)), Finn Christian Jagge mit Nr. 55 auf sieben fiel ebenso auf. Die höchste Nummer im Klassement hatte Tomaž Čižman auf Rang 13 mit Nr. 70 – von den DSV-Läufern waren es Armin Bittner mit Nr. 67 auf Rang 12 und Markus Wasmeier mit Nr. 23 auf 14. Für den ÖSV sorgte Hubert Strolz mit Nr. 25 auf Rang 4 dafür, dass es keine „Nullnummer“ gab.[47][48]
- Im bei schlechten Pistenbedingungen durchgeführten Slalom in Heavenly Valley (11. März) kam kein ÖSV-Läufer ins Klassement; dabei hatte Mader geführt und waren Robert Zoller Sechster und Dietmar Köhlbichler Zehnter gewesen. Die Verhältnisse waren auch schuld daran, dass von 72 Teilnehmern nur 19 in die Wertung kamen.[49] Und zehn Tage später blieben die ÖSV-Herren auch am 21. März im letzten Saisonslalom in Bromont ohne Platzierung; Hubert Strolz war zuerst zwar als Achter geführt, dann aber disqualifiziert worden.[50] (Erst am 18. Dezember 2006, dem Slalom in Alta Badia, wiederholte sich dasselbe, dass alle ÖSV-Läufer ausschieden.)

Damen:
- Beim Super-G am 7. Dezember in Sestriere kam überraschend Mateja Svet mit Start-Nr. 51 auf Rang 3; ein enttäuschendes Ergebnis setzte es für die Österreicherinnen (Sylvia Eder auf Rang 15 als Beste), auch die Schweizerinnen (Vreni Schneider auf Rang 11) konnten nicht zufrieden sein. Außerdem gelangen der für den niederländischen Verband startenden Christa Kinshofer mit Rang 12 erstmals Weltcuppunkte (Kuriosum: in den offiziellen FIS-Ergebnislisten wurde sie, und das auch noch in späteren Fällen, unter der Nationalität BRD angegeben.)
- Auf dem schweren Kunstschneehang beim Slalom am 15. Dezember in Savognin kamen nur 18 Läuferinnen in die Wertung.[51]
- Die Zwillingsschwestern Małgorzata und Dorota Mogore-Tlałka, die für Frankreich starten wollten, wurden vom polnischen Verband wegen Vertragsverletzungen ausgeschlossen.[52] Im Super-G in Puy-Saint-Vincent am 17. Januar, damit dem 15. Damenrennen, durften beide erstmals für die Fédération Française de Ski an den Start gehen. Die FIS hatte dies auf Grund behördlicher Bestätigungen über die bevorstehende Erteilung der französischen Staatsbürgerschaft genehmigt.[53] (Zu den ersten Weltcuppunkten für den neuen Verband kam Małgorzata am 19. Januar beim Riesenslalom in Oberstaufen – Wohl, weil die politische Lage unsicher war, reisten die beiden allerdings nicht zu den Rennen am 8./9. Februar in Vysoké Tatry.[54][55])
- Vreni Schneider war beim zweiten Riesenslalom in Oberstaufen von einer Disqualifikation bedroht, denn sie hatte im zweiten Lauf im Zielhang ein Tor niedergerissen und war mit einer Torfahne am Oberkörper durch das Ziel gefahren. Beim Studium des Films wurde aber kein Fehler erkannt.[56]
- Mit dem Sieg am 26. Januar in Saint-Gervais-les-Bains avancierte Roswitha Steiner mit nunmehr sechs Slalom-Siegen zur erfolgreichsten ÖSV-Dame in dieser Disziplin (auf Rang 2 Gertrud Gabl mit fünf Siegen). Bei diesem Slalom kam Erika Hess erstmals in dieser Saison nicht ins Ziel, ihre Cousine Monika Hess konnte mit Rang 4 das diesmal überraschend schwache Resultat der SSV-Equipe abfedern.[57]
- Beim Slalom am 4. Februar in Piancavallo lagen nach dem ersten Lauf die ersten 15 Läuferinnen innerhalb einer Sekunde. Charvátová gelang es, noch von Rang 12 zum Sieg zu fahren.[58]
- Die Anreise eines Großteils der Damen zu den Rennen in Vysoké Tatry (8./9. Februar) war von FIS-Damenchef Heinz Krecek mit drei gecharterten Tupolew-Flugzeugen von Graz aus organisiert worden – insgesamt waren je sechs Damen aus Frankreich und Schweden, je zwei aus den USA und aus Jugoslawien und alle vier Kanadierinnen eingetroffen, weitere 25 Damen erschienen jedoch nicht. (Von den Österreicherinnen fehlte Ingrid Salvenmoser; sie reiste wegen Visumsbesorgungen in Wien mit dem PKW an.) Dadurch war eine Überkapazität eines Flugzeuges gegeben, was einen Schaden von ca. 125.000 CHFr bedeutete.[59]
- Der Premierensieg von Corinna Schmidhauser in Vysoké Tatry wies eine Kuriosität auf: Ihre Laufzeit mit Nr. 3 im ersten Lauf wurde am TV-Schirm in 40,13 s, auf der Anzeigentafel im Ziel aber mit 40,42 s ausgewiesen – es hieß, dass zwei Impulse bei ihrer Zieldurchfahrt nicht gestimmt hätten – es wurde die niedrigere Zeit gewertet, letztlich gewann die Schweizerin mit 0,16 s Vorsprung.[60]
- Beim Slalom in Park City (11. März) führten Nebel und starker Schneefall im ersten Lauf zu einer Unterbrechung nach 29 Läuferinnen; bei der Fortsetzung hatten die weiteren Starterinnen keine Chance mehr auf eine gute Platzierung. Am Ende des Rennens kamen nur 20 in die Wertung.[61]
- Michela Figini blieb in der gesamten Saison, sieht man von ihrem Erfolg im Münchner Parallelslalom ab, sieglos.

### Absagen, Verschiebungen
Es war dies eine Art „Seuchensaison“, denn sehr viele Rennen konnten nicht am geplanten Ort oder Termin ausgetragen werden, auch Ersatzorte mussten absagen. Teilweise herrschte über die nächsten Termine und Austragungsortes ein wahres Rätselraten und Meldungen über Terminfixierungen bewahrheiteten sich nicht. Bis 31. Januar waren nur 22 von 42 Rennen zum vorgesehenen Termin und am ursprünglichen Ort gefahren worden (Quelle dazu siehe bitte Titel «Der verrückteste Skiwinter...» zu den Absagen in Wengen). Ein wenig im Gesamt- und noch mehr in den Einzeldisziplinen trugen diese Verschiebungen dazu bei, dass (wie sonst meist schon Mitte Januar) sich erst im Februar der Weizen von der Spreu trennte.
- Das erste Saisonrennen überhaupt, die für den 16. August 1985 in Las Leñas vorgesehene Herrenabfahrt, musste wegen Windstürmen um einen Tag verschoben werden.[62][63]
- Die für den 24. August in Bariloche geplante Herrenabfahrt wurde wegen Schneemangels abgesagt. Zuvor war das erste Saisonrennen überhaupt, die für den 15. August 1985 in Las Leñas vorgesehene Herrenabfahrt, wegen Windstürmen um einen Tag verschoben worden (am neuen Termin, 16. August – mit vorgesehenem Start um 17 Uhr MEZ – kam es zu einer einstündigen Startverschiebung).[64][65][66][67]
- Der für den 1. Dezember in Courmayeur geplante Herrenslalom wurde nach Sestriere verlegt.
- Hinsichtlich des Herren-Super-G gab es Start-Probleme, denn gleich der erste geplante (am 8. Dezember 1985 in Val-d’Isère[68]) musste wegen der zu geringen Schneeauflage abgesagt werden; Morzine sollte am 9. Februar Austragungsort werden[69][70], doch es kam wegen der weiteren Rennausfälle etwas anders. So übernahm Crans-Montana den besagten Super-G, Morzine trug hingegen die St. Anton-Abfahrt aus, womit die dazugehörigen Kombinationen erledigt wurden.
- Die für 5. Dezember in Puy-Saint-Vincent geplante Damen-Abfahrt wurde am 12. Dezember in Val-d’Isère gefahren.[71][72] An jenem Datum sollte die Damen-Abfahrt in Villars gefahren werden, doch letztlich wurde sie wegen Schneemangels abgesagt und am Tag danach wieder in Val-d’Isère gefahren.[73][74]
- Der für den 15. Dezember vorgesehene Damen-Slalom wurde wegen der unsicheren Pistenverhältnisse, sowie wegen Schneemangels, von Leysin nach Savognin verlegt.[74]
- Vorerst schienen die Damenbewerbe am 20. und 21. Dezember in Haus im Ennstal (Abfahrt, Riesenslalom – es waren sogar am 19. und 21. Dezember je ein Riesenslalom geplant), dann gab es vorerst nur die Absage der Abfahrt[75][76][77], doch sie mussten wegen Schneemangels abgesagt werden (danach gab es allerdings Kritik über die Absage; es hieß seitens des österreichischen Trainers Andreas Rauch, dass die Bedingungen „ausgezeichnet“ gewesen seien). So kam es, dass es erst am 6. Januar in Maribor den ersten Damen-„Riesen“ der Saison gab, der als ein Nachtrag zu Haus galt und mit der zweiten Abfahrt von Val-d’Isère eine Kombination bildete. – Die abgesagte Abfahrt wurde am 11. Januar in Bad Gastein ausgetragen, für den Riesenslalom wurde der 1. Februar in Crans-Montana genannt.[78]
- Kranjska Gora kam mit einem weiteren Herren-Riesenslalom nochmals am 3. Januar an die Reihe – eigentlich hätte auch am 4. Januar ein Slalom gefahren werden sollen, beide Rennen als Ersatz für Borowez. Dieser Slalom wurde am 21. Januar in Parpan nachgetragen.[79][80]
- Der für den 11. Januar 1986 angesetzte und wegen eines Schneesturms auf 13. Januar verschobene Super-G von Garmisch-Partenkirchen konnte nicht gefahren werden. Die Veranstalter hatten es damit versucht, vorerst fünf Läufer mit hohen Startnummern (im Fachjargon «Sternchenfahrer» – siehe dazu bitte Wikipedia-Artikel Abfahrt) gewissermaßen als „Schneepflüge“ einzusetzen, doch schon nach den ersten (Michael Eder und Ivano Marzola), die nicht ins Ziel kamen, musste das Vorhaben beendet werden.[81][82] Außerdem entfiel in „GA-PA“ auch die für 12. Januar geplante Abfahrt, für welche am 17. Januar Kitzbühel einsprang. Nicht genug der Programmänderungen, wurde auf Grund des freigewordenen Termins der für 13. Januar in Berchtesgaden konzipierte Herrenslalom auf den 12. Januar vorverlegt.[83]
- Beim „50-Jahr-Kandahar-Jubiläum“ in St. Anton am Arlberg am 25./26. Januar, zu welchem 43 ehemalige Sieger eingeladen (Quellenhinweis siehe bitte jenen bereits zu Garmisch-Partenkirchen genannten Artikel der Arbeiterzeitung „Super-G wie verhext“) waren, konnte nur der Slalom gefahren werden. Vorerst hatte man wegen eines Schneesturms am Kapall noch eine Änderung im Programmablauf vorgenommen, indem der Slalom mit der Abfahrt getauscht und am 25. Januar gefahren wurde.[84][85], letztlich ließen die übergroßen Schneemengen nur die Durchführung des Slaloms zu.[86] Die Abfahrt hätte am 31. Januar in Wengen nachgetragen werden sollen[87], doch auch dort musste man sich damit begnügen, wenigstens den Slalom auf die Beine zu bringen.[88][89][90]
- Eine ähnliche Situation mit einem Tausch gab es auch bei den Damen in Megève, wo anstatt der für den 24. Januar geplanten Abfahrt der Super-G anberaumt[91], dann aber trotzdem erst am 25. Januar der Super-G gefahren und die Abfahrt abgesagt wurden.
- Der neue Fahrplan per 1. Februar lautete in Schlagzeilen: Die Lauberhornabfahrt wird am 21. Februar in Åre nachgetragen und dort mit dem Wengen-Slalom kombiniert; die Abfahrt von St. Anton wird für den 7. Februar nach Morzine angesetzt. Weiters noch: Super-G-Nachtrag von Garmisch am 9. Februar in Morzine und mit der dort am 8. Februar stattfindenden zweiten Abfahrt als Kombination[92] – und diese Vorhaben konnten realisiert werden. Trotzdem gab es bei den letzten Rennen nochmals Ärger, denn der Herren-Riesenslalom am 9. März in Heavenly Valley kam wegen eines Streiks der Läufer nicht zustande. Die Aktiven hatten sich beim dritten Tor aufgestellt und die Strecke blockiert. Das bedeutete, dass Lake Placid mit zwei Riesenslaloms (18./19. März) beauftragt wurde.[93]

### Rennen außerhalb des Weltcups
Ab 12. Februar hielten die einzelnen Nationen ihre Meisterschaften ab: der DSV in Todtnau (dabei wurde Markus Wasmeier Sieger in Abfahrt, Super-G und Riesenslalom und holte sich den «Goldenen Ski des DSV»), die Italiener in Cortina d’Ampezzo, der ÖSV in Haus im Ennstal und am Hochficht im Mühlviertel

### Tödlicher Autounfall
Am 24. März verunglückte der jugoslawische Läufer Jože Kuralt (geb. 7. September 1957) bei Sachsenburg (Kärnten) nahe Spittal an der Drau tödlich. Kuralt war am Abend von einem von ihm gewonnenen FIS-Rennen in Furano gekommen und in München durch den 22-jährigen Damen-Co-Trainer Daniel-Stane Kurak in einem «Subaru» abgeholt worden. Auf der über die Felbertauernstraße und Lienz führenden Heimfahrt dürfte Kurak eingeschlafen sein. Es waren keine Bremsspuren zu sehen. Der Wagen fuhr eine Böschung hinauf und stieß in voller Geschwindigkeit in eine Betonstützmauer. Beide Insassen konnten nur mehr tot aus dem vollkommen beschädigten Fahrzeug geborgen werden.

### Rücktritte
Olga Charvátová, Élisabeth Chaud, Ariane Ehrat, Maria Epple (sie erklärte den Rücktritt bei den deutschen Meisterschaften), Holly Flanders, Maria Rosa Quario, Perinne Pelen, Anne-Flore Rey, Daniela Zini bzw. Paolo De Chiesa, Klaus Heidegger, Bruno Kernen, Silvano Meli.